# Macropanax paucinervis
Macropanax paucinervis là một loài thực vật có hoa trong Họ Cuồng cuồng. Loài này được C.B.Shang mô tả khoa học đầu tiên năm 1980.